# 34552 Belousova
34552 Belousova è un asteroide della fascia principale. Scoperto nel 2000, presenta un'orbita caratterizzata da un semiasse maggiore pari a 3,1051732 au e da un'eccentricità di 0,0922627, inclinata di 1,83399° rispetto all'eclittica.